# Dương Hồng Sơn
Dương Hồng Sơn (* 20. November 1982 in der Provinz Nghệ An) ist ein vietnamesischer ehemaliger Fußballtorwart. Von 2008 bis 2016 stand er beim vielfachen vietnamesischen Meister T&T Hà Nội unter Vertrag.

## Karriere

### Verein
Hồng Sơn spielte zwischen 2004 und 2007 drei Jahre für PVFC Sông Lam Nghệ An. Anschließend wechselte er im Januar 2008 zum erst 2006 gegründeten Klub T&T Hà Nội, der ab 2008 erstmals in der höchsten vietnamesischen Spielklasse aktiv wurde. Bereits zum 2010 wurde er mit dem Klub erstmals in der Vereinsgeschichte Meister der V-League, nachdem man im Vorjahr bereits Rang vier erspielte. Dadurch verschaffte sich der Klub erstmals Zugang zum AFC Cup, in den sie 2011 eingreifen wird. Zu Beginn des Jahres 2011 konnte T&T den nationalen Super-Cup gewinnen. Dabei besiegte man Hồng Sơns früheren Klub PVFC Sông Lam Nghệ An mit 4:2 nach Elfmeterschießen.

### Nationalmannschaft
Bereits seit 2003 gehört Hồng Sơn regelmäßig zum Aufgebot der vietnamesischen Nationalmannschaft.
2007 berief ihn der österreichische Trainer Alfred Riedl in das Aufgebot für die Fußball-Asienmeisterschaft 2007 im eigenen Land. In der Gruppe B konnte sich die Mannschaft als Tabellenzweiter durchsetzen und für die Folgerunde qualifizieren. Mit Hồng Sơn als Stammtorhüter erreichte man das Viertelfinale, wo man aber dem späteren Sieger aus dem Irak mit 0:2 (0:1) unterlag. Von vier möglichen Partien seiner Mannschaft im Wettbewerb absolvierte Hồng Sơn alle und verpasste somit keine Turnierminute seines Teams.
Sein bisher größter Erfolg mit der vietnamesischen Fußballnationalmannschaft war jedoch der Gewinn der ASEAN-Fußballmeisterschaft 2008, wo Vietnam im Finale gegen Thailand mit 3:2 nach Hin- und Rückspiel siegreich war. Der Torhüter wurde anschließend zum besten Spieler des Turniers gewählt.
Im Januar 2010 sorgte der Torhüter für Aufregung im Nationalteam, als er wegen eines verlorenen Reisepasses die Auswärtsreise zum WM-Qualifikations-Spiel gegen den Libanon nicht mit antreten konnte und Nationaltrainer Henrique Calisto auf ihn verzichten musste.
2010 wurde der Torhüter erneut in den Kader für die ASEAN-Fußballmeisterschaft 2010 berufen. Dort erreichte die Mannschaft das Halbfinale, wo man nach 0:2 und 0:0 gegen die Malaysische Auswahl ausschied. Nach Fehlern durch Hồng Sơn wurde er als einer der Schuldigen für das Ausscheiden bestimmt.

## Erfolge

### Verein
- V-League-Meister mit T&T Hà Nội: 2010
- Vietnamesischer Super-Cup mit T&T Hà Nội: 2011

### Nationalmannschaft
- Gewinner der ASEAN-Fußballmeisterschaft: 2008
- HCM City Int’l Football Tournament 2009: 3. Platz

### Auszeichnungen
- Bester Spieler bei der ASEAN-Fußballmeisterschaft 2008
- Auszeichnung mit dem Vietnamesischen Goldenen Ball (Spieler des Jahres): 2008[10]
- Bester Torhüter des HCM City Int’l Football Tournament: 2009[11]

## Trivia
- In einer Umfrage von Goal.com wurde Hồng Sơn im Sommer 2009 auf Platz acht der aktuell besten asiatischen Torhüter gewählt. Platz eins belegt der Australier Mark Schwarzer.[10]